# Savies
Savies ou Savy est le nom primitif du quartier, ancien village et commune de Belleville et celui d’une ferme détruite en 1913 qui était située à l’arrière de l’actuelle cour de la Métairie dans le 20e arrondissement de Paris[Où ?].

## Toponymie
Ce nom serait  formé sur une racine celtique « Save », un hydronyme signifiant écoulement, peut-être en raison de la présence d’un ruisseau dans la vallée au creux de laquelle est située la rue de la Mare.

## Historique
Le territoire de Savies correspondant approximativement à celui de l'ancienne commune de Belleville faisait partie sous les Carolingiens du domaine royal.  
Charles le Chauve donne en 862 le mesnil qu’il y possédait à l’abbaye de Saint-Denis. D’autres congrégations reçurent des terres à Savies, le principal bénéficiaire étant le monastère Saint-Martin -des-Champs doté par Henri II, lors de sa fondation en 1060, d’un domaine de 50 hectares comprenant des jardins et une maison au pied du coteau (maison de la courtille Saint-Martin à l’emplacement de la rue du Faubourg du Temple à l'angle de la rue Bichat), des vignes et des pressoirs à mi-côte, plus en hauteur et la ferme de Savies. La ferme comprenait un rez-de-chaussée comprenant le logement du fermier et un four à pain, un étage réservé aux moines et des dépendances (grange, étable, bergerie, colombier, cour avec puits et jardin). Le fermier exploitait 34 hectares de labours moyennant paiement d'un fermage en nature, les moines se réservant la gestion directe de 15 hectares de vignes. Le raisin était transporté au pressoir Saint-Martin emplacement de la rue du Pressoir et au pressoir du gibet (emplacement de la place du colonel Fabien près du gibet de Montfaucon).
La ferme de Savies, premier établissement sur le territoire de Belleville, est restée isolée plusieurs siècles entre les deux hameaux apparus au XIIIe siècle  de la Courtille en bas du coteau et de « Pointronville » plus en hauteur, celui-ci à l’origine de Belleville autour de l’emplacement de l’actuelle église Saint-Jean-Baptiste  
La ferme reste propriété des moines de Saint-Martin-des-Champs sous l’Ancien Régime, leur domaine s’étant cependant réduit depuis le Moyen Âge au profit de vignerons.
La ferme vendue comme bien national à la Révolution reste une exploitation agricole jusqu’au milieu  du XIXe siècle (sections « derrière la Ferme » et « derrière Savy » sur le cadastre de Belleville de 1844) avant l’urbanisation totale de l’ancien domaine. Une étable « vacherie » y est cependant installée.  

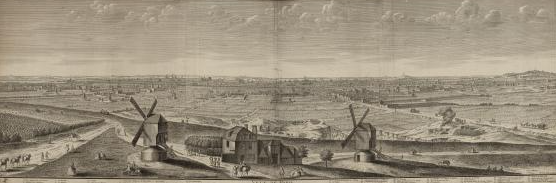
Paris vu de Belleville en 1736. Au premier plan la ferme de Savies entre deux moulins.
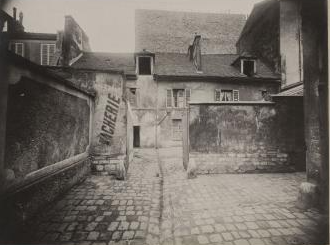
Ferme de Savies vers 1900 avant son rachat en 1913

## Après la ferme

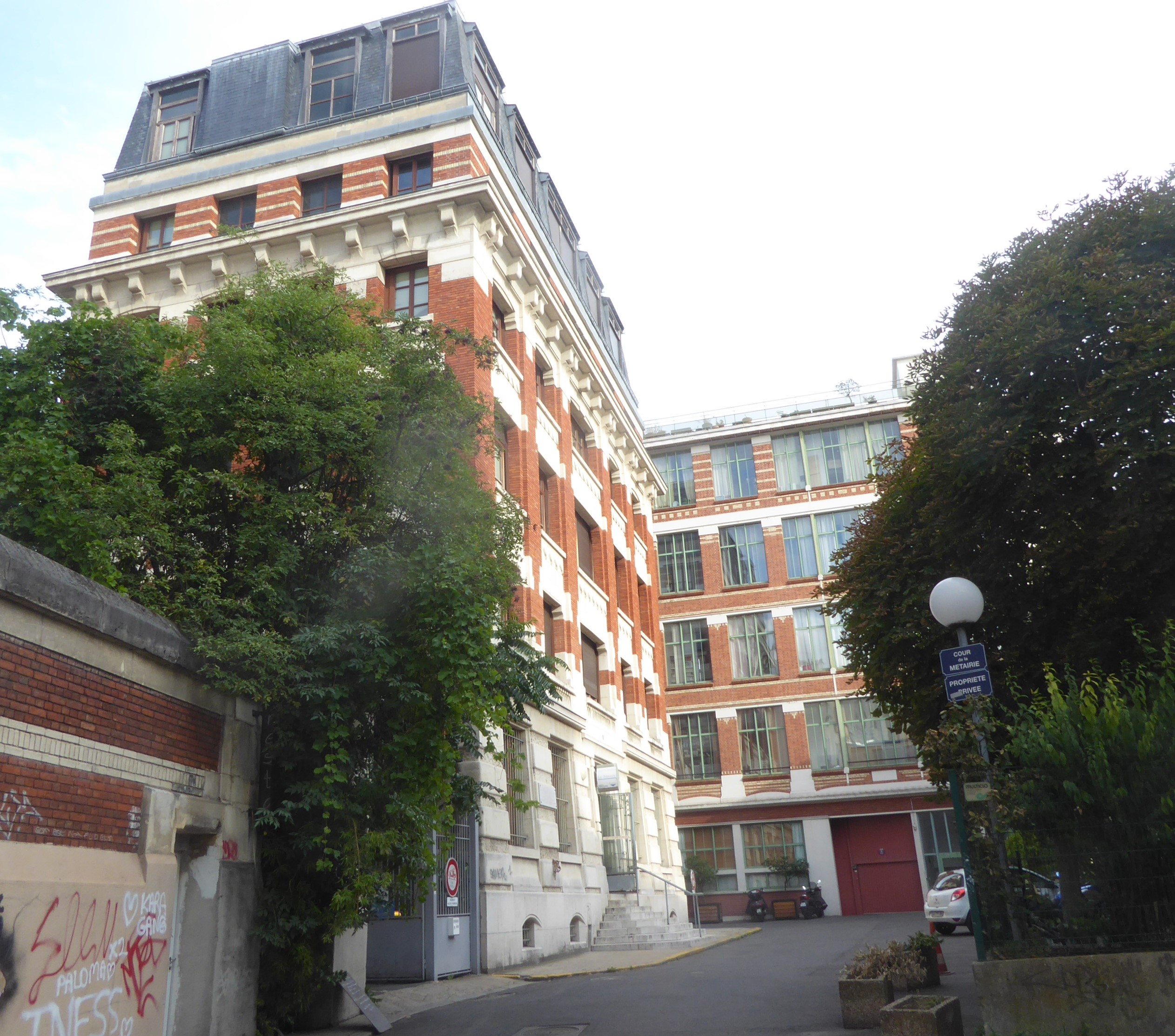
L'ancienne usine Pathé dans la cour de la Métairie en 2022

Le bâtiment est  acheté en 1913 par l'entreprise Pathé Frères qui le détruit et y établit une usine de  fabrication de matériels de cinéma, notamment la caméra « Pathé-Baby ». Cette usine qui était la plus importante de Belleville est actuellement un centre post-cure.

## Dans la toponymie
Les rues de Savies et de la ferme de Savy rappellent l’ancien nom du terroir de Belleville mais ne sont pas précisément situées à l’emplacement de l’ancienne ferme qui était à l’arrière de l’actuelle cour de la métairie.
Le jardin des Couronnes aménagé en 1925 est situé sur le lieu-dit « Les Couronnes-sous-Savies ».